# Mocuba
Mocuba ist eine Stadt im Binnenland von Mosambik.

## Geographie
Die Stadt liegt 56 Meter über dem Meeresspiegel im Distrikt Mocuba der Provinz Zambezia. An der Stadt fließt der Licungo vorbei. 

## Bevölkerung
| Jahr | Einwohnerzahl |
| ---- | ------------- |
| 1997 | 55.923        |
| 2008 | 69.045        |

Mocuba ist mit etwa 70.000 Einwohnern die achtgrößte Stadt Mosambiks.

## Wirtschaft und Infrastruktur
Von Mocuba führte eine Eisenbahnstrecke zur etwa 120 Kilometer nordöstlich gelegenen Hafenstadt Quelimane.

## Söhne und Töchter der Stadt
- Zeferino Alexandre Martins (* 1955), Bildungsminister Mosambiks, 2004 Interims-Generalsekretär der Gemeinschaft der Portugiesischsprachigen Länder (CPLP)
- João Ribeiro (* 1962), Regisseur und Filmproduzent

## Belege
- Selbstdarstellung der Ortschaft – Mocuba online (portugiesisch)